# Bedrijvenpark Botlek
Bedrijvenpark Botlek is een complex van chemiebedrijven dat is gevestigd aan de Chemiehaven in het Botlekgebied.

## Geschiedenis
In 1960 startte de Chlooralkalifabriek (CAB), die werd gebouwd in opdracht van de Koninklijke Nederlandse Zoutindustrie. Hier werd keukenzout ontleed in chloorgas en natronloog. Het was een van de eerste fabrieken die in het Botlekgebied werd gebouwd.
In 1965 werd ook begonnen met de productie van bestrijdingsmiddelen voor de landbouw. Deze bevatten vaak chloor. Deze fabriek stond bekend als GBM (Gewas Beschermings Middelen), later CPC (Crop Protection Chemicals) genoemd.
In 1969 werd de fabriek, inmiddels eigendom van AkzoNobel, uitgebreid met een vinylchloridebedrijf (VCB) en een energievoorzieningsbedrijf (EVB). In 1974 werd een chloorkringloopinstallatie in gebruik genomen.
In 1983 werd een nieuwe chloorfabriek in gebruik genomen. Deze werkte op basis van membraanelektrolyse. De oude chlooralkalifabriek werd in 1984 stilgelegd. In 1987 werd een nieuwe afvalwaterzuiveringsinstallatie (Biobot) in gebruik genomen.
In 1995 werd begonnen met de bouw van een metaalalkylenenfabriek. Het betreft voornamelijk aluminiumalkylen en aluminiumalkyl-halogeenverbindingen. Deze worden gebruikt als katalysator en zijn grondstof in de farmaceutische en elektronica-industrie. In 1998 werd de bestrijdingsmiddelenfabriek verkocht aan Nufarm ltd.
Mede omdat de chloortransporten per spoor uit Hengelo op steeds meer maatschappelijke weerstand stuitte werd in 1999 de chloorcapaciteit uitgebreid tot 350 kton/jaar. In 2000 werd de vinylchloridefabriek verkocht aan de Japanse pvc-producent Shin Etsu. In 2003 werd de chloorcapaciteit nog verder uitgebreid, en wel tot 490 kton/jaar, in juni 2005 zelfs tot 590 kton/jaar.
Ondertussen werden in 2006 de onderhoudsactiviteiten door AkzoNobel overgedragen aan Stork Industry Services, en in 2008 de analyselaboratoria aan het inspectieconcern SGS. De 

## Bedrijvenpark
Door dit alles is de locatie van AkzoNobel in de Botlek geworden tot een bedrijvenpark. In 2009 werd het dan ook omgedoopt in Bedrijvenpark Botlek, waar AkzoNobel, Shin Etsu, SGS, Stork en Air Products gevestigd zijn. De chemische activiteiten van AkzoNobel zijn sindsdien als apart bedrijf Nouryon van AkzoNobel afgesplits.